# Zope Public License
La Zope Public Licence o ZPL (en español Licencia Pública de Zope) es una licencia de software libre, usada primordialmente para el software de servidores de Zope. La licencia es similar a la licencia BSD, sin embargo ZPL también incluye cláusulas que prohíben el uso de marcas asociadas y requiere la documentación de todos los cambios al software.

## Autoría
Zope Public License (ZPL) es una licencia de software libre, usada principalmente para el software de servidor de aplicaciones Zope. La licencia es similar a la conocida licencia BSD, sin embargo, la ZPL también agrega cláusulas que prohíben el uso de marcas comerciales y requieren documentación de todos los cambios.
Zope es un proyecto de la comunidad relacionado con un servidor de aplicaciones web orientado a objetos libre y de código abierto escrito en lenguaje de programación Python. Zope significa "Z Object Publishing Environment" y fue el primer sistema que utilizó la metodología de publicación de objetos ahora común para la Web. [1] [2] Zope ha sido reconocido como la killer application de Python, ayudando a popularizar Python. [3] [4]

## Fundación Zope
La fundación Zope es una organización que promueve el desarrollo de la plataforma de Zope apoyando en la comunidad que desarrolla y mantiene los componentes de software relevantes. La comunidad incluye tanto software libre, la documentación y las contribuidores de la infraestructura web del software libre, como los consumidores de negocio y la organización de la plataforma. Se maneja los sitio web de zope.org, una infraestructura para la colaboración en código de fuente abierta.

## Historia
La Corporación Zope fue fundada en 1995 en Fredericksburg, Virginia bajo el nombre Digital Creations, como empresa conjunta con InfiNet (una empresa de cadena del encadenamiento del periódico). La compañía desarrolló un motor clasificador de la publicidad para el Internet. En 1997, la compañía llegó a hacer propietario independientemente y privada. El equipo de ingenieros es dirigido por el CTO Jim Fulton. PythonLabs, los creedores de Python llegar a hacer parte de la compañía en el año 2000. El fundador de Python, Guido van Rossum, dejó Zope Corp. en 2003. [5]
Lo que ahora se conoce como Zope 2 comenzó con la combinación de tres productos software independientes: Bobo, Document Template, y BoboPOS del mercado de aplicaciones de servidores. Por decisión de su inversor principal,  Opticality Ventures, Principia liberó Zope como software libre en 1998. Bobo, y con eso Zope, fue la primera solución de la publicación de software para el web. [1][2]
En noviembre de 2004, salió la versión Zope 3. Zope 3 es una completa reescriturada que preserva solamente la base de datos de objeto original de ZODB. Está pensado directamente para el desarrollo de la aplicación web de la empresa usando los paradigmas del más nuevo. Zope 3 no es, sin embargo, compatible con Zope 2. La existencia de dos frameworks incompatibles del Web llamados Zope causó tal confusión que, en respuesta, Zope 3 fue renombrado como “BlueBream” en enero de 2010.[6] [7]  “Zope” y “brema azul” es una nombre de una clase de pescados, ballerus.

## Licencia Pública de Zope
Esta licencia ha sido certificada como código abierto. También ha sido designada como compatible con la GPL por la Free Software Foundation (FSF)).
Redistribución y uso en formas fuente y binarias, con o sin modificación, siempre que los siguen los siguientes condiciones: 
1. Las redistribuciones en el código fuente deben conservar las copyright descrito previamente, esta lista de condiciones y las siguientes renuncia.
2. Las redistribuciones en forma binaria deben reproducir los copyright descrito previamente, esta lista de condiciones y las siguientes renuncia en las documentaciones y / u otros materiales proporcionada con la distribución.
3. El nombre Zope Corporation (tm) no debe utilizarse para respaldar o promover productos derivados de este software sin el consentimiento previo por escrito de Zope Corporation.
4. El derecho a distribuir este software o utilizarlo para cualquier propósito no le da el derecho de usar las marcas de servicio (Servicemarks Sm) o marcas registradas (Trademarks tm) de Zope Corporation.
5. El uso de ellos están descrito en un acuerdo separado (véase el https://web.archive.org/web/20050404113118/http://www.zope.com/Marks). Si se modifican algunos archivos, el archivo modificado debe llevar notificaciones de avisos prominentes indicando que usted ha cambiado los archivos y la fecha de cualquier cambio.

Renuncia:
ESTE SOFTWARE ESTA PROPORCIONADO POR ZOPE CORPORACIÓN "TAL CUAL"   YA CUALQUIER GARANTÍA EXPRESA O IMPLÍCITA, INCLUSIVOS, PERO NO LIMITADO A, LAS GARANTÍAS IMPLÍCITAS DE COMERCIABILIDAD Y LA APTITUD PARA UN PROPÓSITO PARTICULAR SE RENUNCIA. EN NINGÚN CASO SERÁ ZOPE CORPORACIÓN O SUS COLABORADORES SERÁN RESPONSABLE DE CUALQUIER DAÑO DIRECTO, INDIRECTO, INCIDENTAL, ESPECIAL,  EXEMPLARES O CONSECUENTES (INCLUIDOS, PERO NO LIMITADA A, ADQUISICIÓN DE BIENES O SERVICIOS SUSTITUTOS;   PÉRDIDA DE USO, DATOS O BENEFICIOS; O INTERRUPCIÓN DEL NEGOCIO)   CUALQUIERA SEA CAUSADA Y SOBRE CUALQUIER TEORÍA DE RESPONSABILIDAD,   CONTRATO, RESPONSABILIDAD ESTRICTA O DELITO (INCLUIDA LA NEGLIGENCIA O DE OTRA MANERA) QUE SURJAN EN CUALQUIER FORMA DEL USO DE ESTA SOFTWARE, AUN CUANDO SE ADVIERTE DE LA POSIBILIDAD DE DAÑAR. 
Este software consiste en contribuciones hechas por Zope Corporation y muchas personas en nombre de Zope Corporación. Las atribuciones específicas se enumeran en el Archivo de créditos adjunto.

## Software que usa Zope
Notable software using Zope
```
    -- SchoolTool is an open source student information system that uses Zope.
```

Véase también
```
   -- Pylons project
   -- Django
   -- web2py
   -- Content management (CM)
   -- Content management system (CMS)
   -- Web content management system (WCMS)
   -- Zope Content Management Framework
   -- Plone
   -- Naaya
   -- Zwiki
   -- ERP5
   -- Twisted (software)
```